# Вьельнав-д’Артес
Вьельна́в-д’Арте́с (фр. Viellenave-d'Arthez) — коммуна во Франции, находится в регионе Аквитания. Департамент — Атлантические Пиренеи. Входит в состав кантона Арти-э-Пеи-де-Субестр. Округ коммуны — По.
Код INSEE коммуны — 64554.

## География

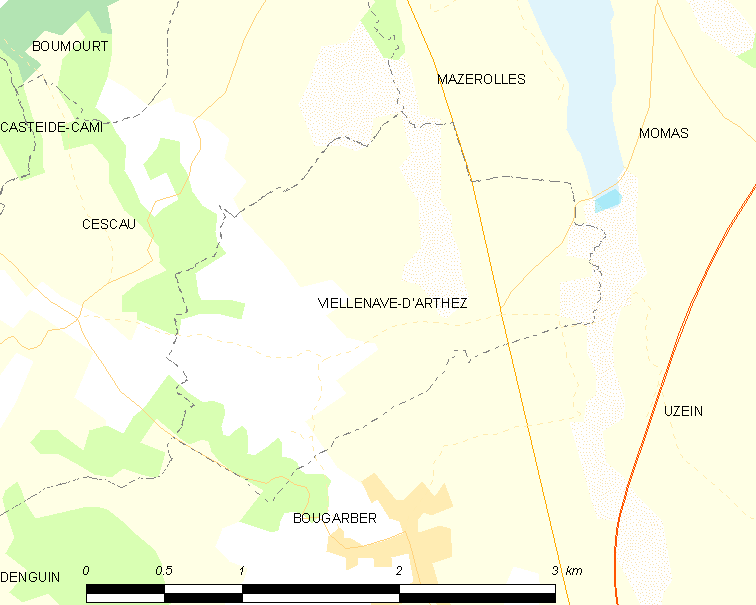
Карта коммуны

Коммуна расположена приблизительно в 650 км к югу от Парижа, в 160 км южнее Бордо, в 16 км к северо-западу от По.

### Климат
Климат тёплый океанический. Зима мягкая, средняя температура января — от +5°С до +13°С, температуры ниже −10 °C бывают редко. Снег выпадает около 15 дней в году с ноября по апрель. Максимальная температура летом порядка 20-30 °C, выше 35 °C бывает очень редко. Количество осадков высокое, порядка 1100 мм в год. Характерна безветренная погода, сильные ветры очень редки.

## Население
Население коммуны на 2010 год составляло 172 человека.
| 1962 | 1968 | 1975 | 1982 | 1990 | 1999 | 2010 |
| ---- | ---- | ---- | ---- | ---- | ---- | ---- |
| 143  | 119  | 137  | 130  | 157  | 154  | 172  |

## Администрация
| Период | Период | Фамилия         | Партия | Примечания |
| ------ | ------ | --------------- | ------ | ---------- |
| 1995   | 2014   | Фернан Кангийем |        |            |
| 2014   | 2020   | Лоран Кангийем  |        |            |

## Экономика
В 2010 году среди 104 человек трудоспособного возраста (15-64 лет) 94 были экономически активными, 10 — неактивными (показатель активности — 90,4 %, в 1999 году было 71,4 %). Из 94 активных жителей работали 89 человек (46 мужчин и 43 женщины), безработных было 5 (1 мужчина и 4 женщины). Среди 10 неактивных 1 человек был учеником или студентом, 5 — пенсионерами, 4 были неактивными по другим причинам.

## Фотогалерея

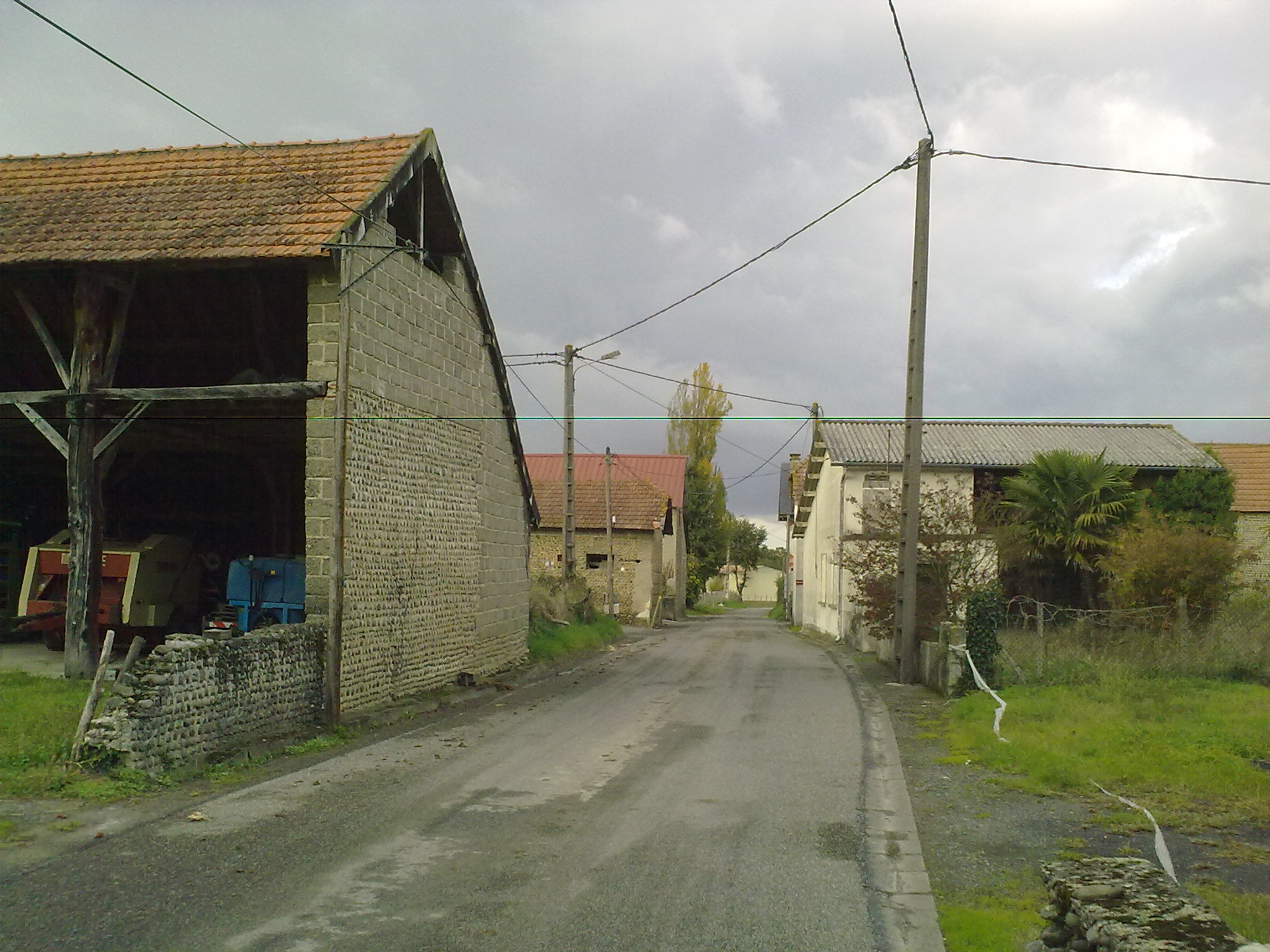
Вьельнав-д’Артес
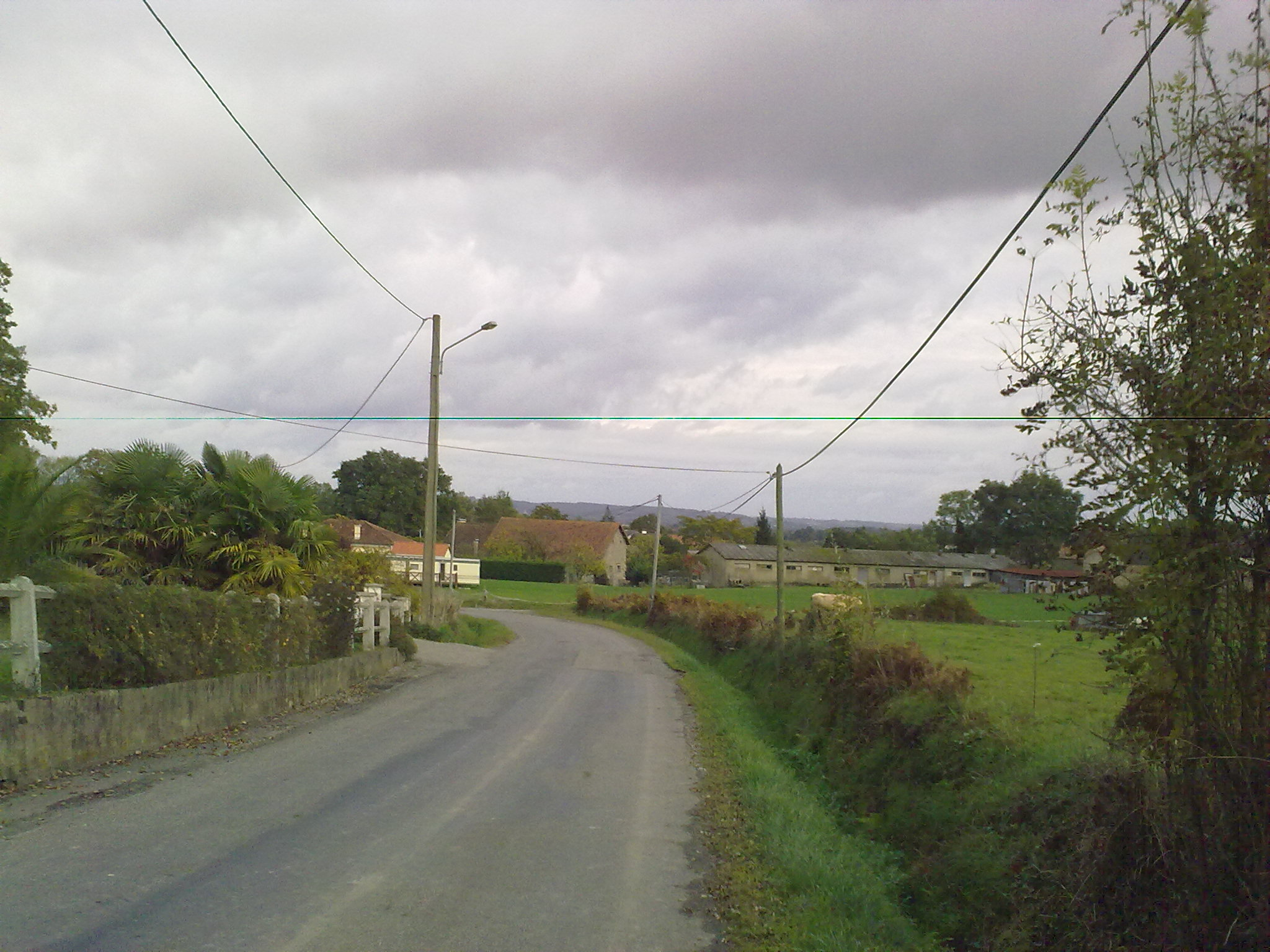
Вьельнав-д’Артес
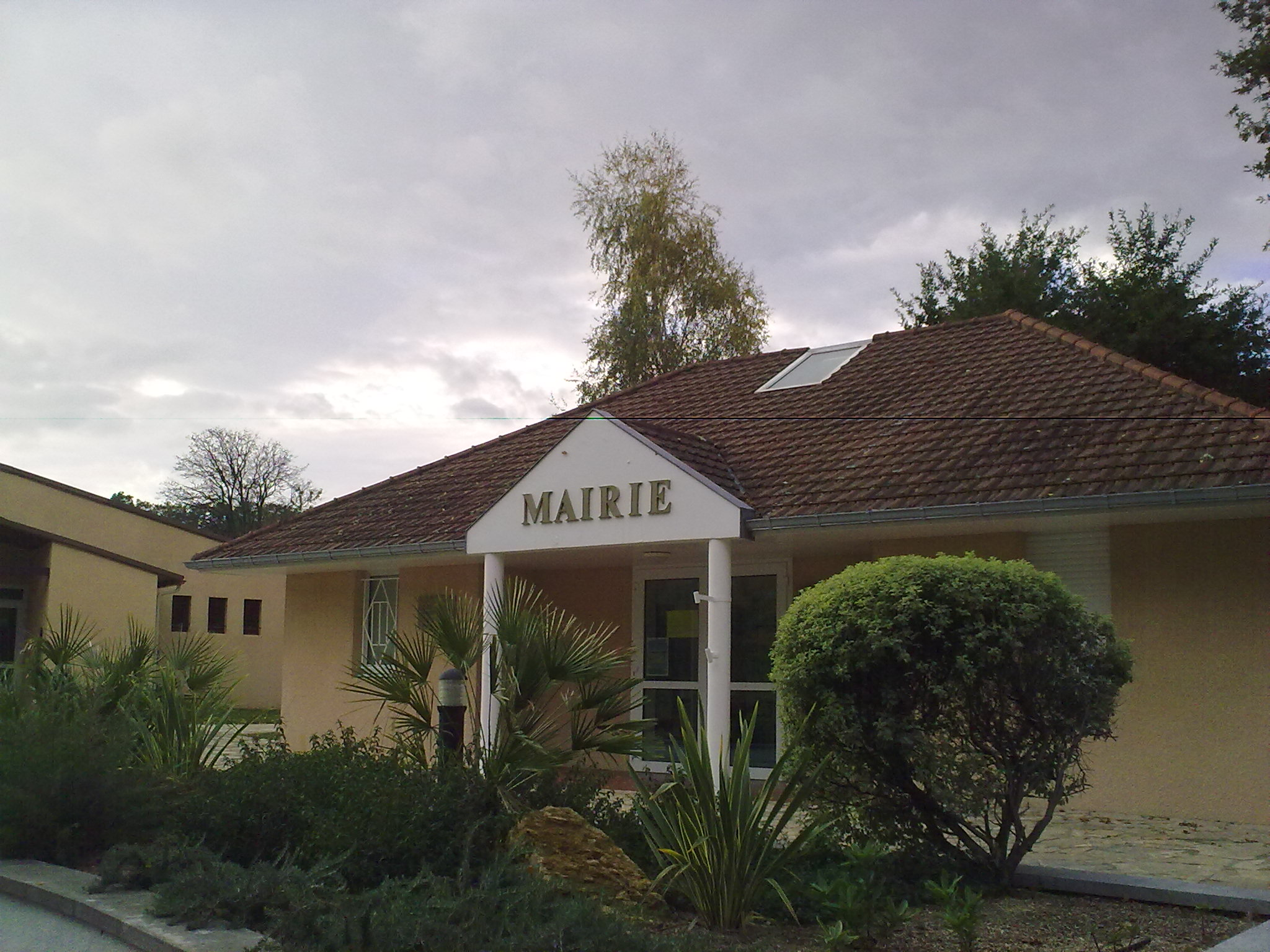
Мэрия